# Eustaquio Zubillaga
Eustaquio Zubillaga Iraola (San Sebastián, España, 26 de octubre de 1933-Tenerife, 18 de marzo de 2020) fue un futbolista español que se desempeñaba como delantero en la Real Sociedad.

## Trayectoria
Debutó el 11 de octubre de 1953 en un partido jugado contra el Real Valladolid. Jugó ciento veintiséis partidos en la Real Sociedad en la década de los años 50. Entre 1959 y 1969 jugó con la U. D. Las Palmas y entre 1960 y 1963 en el C. D. Tenerife.
Falleció a los ochenta y seis años en Tenerife, la noticia fue confirmada por la Real Sociedad.

## Clubes
| Club                    | País   | Año       |
| ----------------------- | ------ | --------- |
| Real Sociedad de Fútbol | España | 1953-1959 |
| U. D. Las Palmas        | España | 1959-1960 |
| C. D. Tenerife          | España | 1960-1963 |